# Tadjemout
Tadjemout (em árabe: تاجموت) é uma cidade e comuna localizada na província de Laghouat, Argélia. Segundo o censo de 2008, a população total da cidade era de 24 320 habitantes.